# Ferroceri

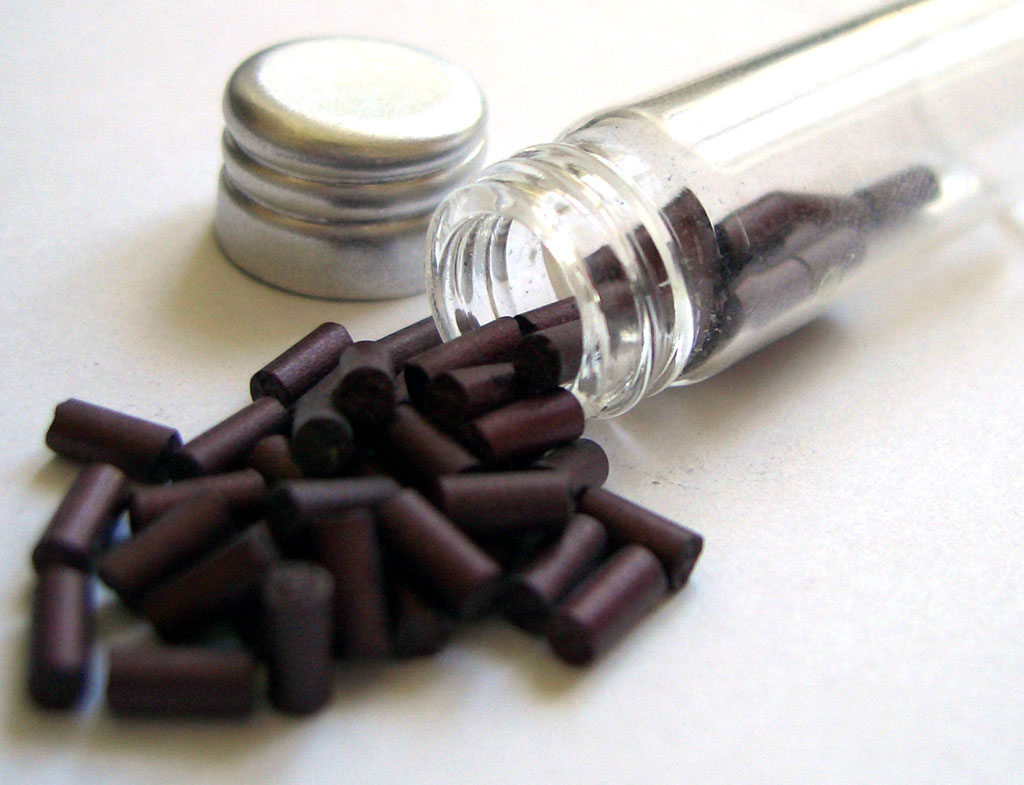
Pedres d'encenedor de ferroceri

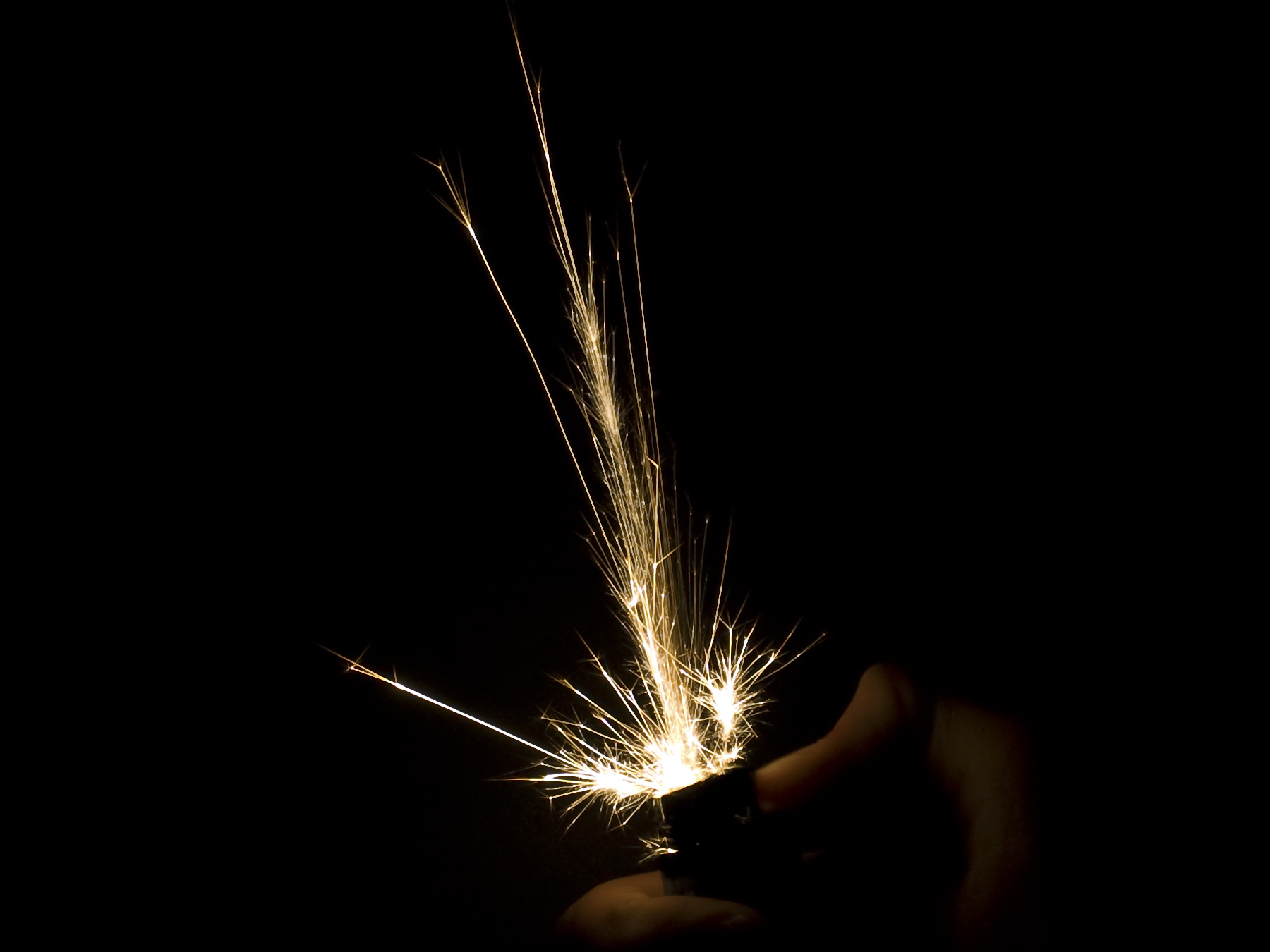
Espurnes fetes amb ferroceri

El  Ferroceri  és un aliatge metàl·lic, fet per l'home, que té la peculiaritat de produir gran quantitat d'espurnes quan es frega contra una superfície rugosa, com pot ser l'acer estriat. A causa d'aquesta propietat, anomenada piroforicitat, s'usa en nombroses aplicacions, com ara joguines mecàniques, "xisper" per a soldadura, iniciadors de foc per kits de supervivència i, potser l'aplicació més famosa, com a iniciador de la ignició del gas en els moderns encenedors. L'antic pedrenyal en l'actualitat ha estat substituït pel ferroceri que va ser inventat per Carl Auer von Welsbach.
El desenvolupament del ferroceri va tenir tres etapes fonamentals, en la primera es componia de ferro i ceri, en la segona etapa es va incloure lantà per produir espurnes més brillants i finalment, en una tercera fase, es van afegir altres metalls pesants.
 El ferroceri modern està compost normalment de: 
- Ferro: 19%
- Ceri: 38%
- Lantani: 22%
- Neodimi: 4%
- Praseodimi: 4%
- Magnesi: 4%